# Galanthus elwesii
Espèce
Synonymes
- Chianthemum elwesii (Hook.f.) Kuntze
- Chianthemum graecum (Orph. ex Boiss.) Kuntze
- Galanthus globosus Burb.
- Galanthus graecus Orph. ex Boiss.
- Galanthus maximus Velen.
- Galanthus melihae (Zeybek) E.Sauer & Zeybek

Galanthus elwesii, communément appelé Perce-neige géante ou Perce-neige d’Elwes, est une espèce de plantes herbacées vivace à bulbe de la famille des Amaryllidaceae. Elle est native de la région du Caucase, plus précisément des régions montagneuses à l’ouest de la Turquie . Il s’agit d’une plante ornementale fréquemment plantée dans des jardins.

## Dénominations
- Nom scientifique valide : Galanthus elwesii
- Nom vulgaire (vulgarisation scientifique) recommandé ou typique en français : Perce-neige géante[3], Perce-neige d'Elwes [4]

### Étymologie
Le nom générique Galanthus vient du grec « gàla » lait, et « ànthos », fleur et signifie « Fleur de lait ». L’épithète spécifique « elwesii » a été donné en hommage à Henry John Elwes (1846-1922), entomologiste, botaniste et naturaliste anglais.

## Caractéristiques

### Port général
Galanthus elwesii est une monocotylédone herbacée vivace de 15 à 30 cm de haut et qui s’étend sur 7,5 à 15 cm .

### Appareil végétatif
Galanthus elwesii se développe à partir d’un bulbe charnu souvent ovoïde ou sphérique  d’environ 2 cm de diamètre et qui possède une tunique épaisse. 
Les racines sont souterraines, parfois sous la forme de courts rhizomes. Les feuilles, vertes glauques, sont au nombre de 2 à 3. Elles se forment à la base de la plante et sont plus ou moins linéaires, oblancéolées, sans pétiole, légèrement ou nettement plus large au milieu qu’à l’extrémité, parfois rétrécies à la base. Elles mesurent 15 à 20 cm de long et 1,9 à 3 cm de large. Les feuilles s’allongent après la floraison. La tige, de 15 à 25 cm de long, fait une légère torsion verticalement.

### Appareil reproducteur
Les fleurs blanches et solitaires apparaissent en fin d’hiver entre février et mai. Elles sont en forme de cloche pendante de 1 à 1,6 cm de diamètre,. Elles sont composées de 6 tépales, 3 externes obovales de 2,5 cm et 3 internes, oblongues, qui vont en s’élargissant de la base au sommet, plus courts et évasés à l’extrémité. Ils présentent des marques vertes apicales et basales qui se confondent parfois. L’apex du segment interne du périanthe est plus ou moins droit. Les anthères, courtes et larges, sont effilées en un point  et ont des extrémités subulées recourbées . La capsule est plus ou moins sphérique. L’ovaire obovoïde mesure 3,5 à 4 cm de long . Les grains sont brun pâle .

### Espèces voisines
Galanthus gracilis est une espèce proche de Galanthus elwesii. Elles peuvent être confondues car elles ont le même type de marque sur les tépales internes et la coloration des fleurs est similaire, mais G. elwesii est plus grande et ses feuilles sont plus grandes et moins étroites. Elles diffèrent par la forme des feuilles en préfoliation dans les bourgeons où les feuilles sont aplaties chez G. gracilis et ont un arrangement tressé et convoluté chez G. elwesii. Le bulbe de G. gracilis est aussi plus globuleux que celui de G. elwesii et chez G. gracilis, l’apex des tépales internes est courbé vers l’arrière alors que celui de G. elwesii est plus ou moins droit.

## Taxonomie et classification

### Histoire du taxon et de la classification
Galanthus elwesii a été découverte en 1854 par Benjamin Balansa .Décrite pour la première fois en 1875 par Joseph Dalton Hooker, la plante a été nommée en hommage à H.J. Elwes qui aurait collecté des spécimens dans les montagnes près de Smyrne (Turquie) en 1874 et qui aurait introduit la plante en culture en Europe . 

### Synonymes
Les espèces suivantes sont les synonymes de Galanthus elwesii :
- Chianthemum elwesii (Hook.f.) Kuntze
- Chianthemum graecum (Orph. ex Boiss.) Kuntze
- Galanthus globosus Burb.
- Galanthus graecus Orph. ex Boiss.
- Galanthus maximus Velen.
- Galanthus melihae (Zeybek) E.Sauer & Zeybek

### Sous-variétés cultivées
- Galanthus elwesii var. elwesii [4]
- Galanthus elwesii var. elwesii 'Kite’ [4]
- Galanthus elwesii var. monostictus [4]
- Galanthus elwesii 'Beatrice' [4]
- Galanthus elwesii var. monostictus 'Comet' [4]
- Galanthus elwesii 'Daphne's scissors' [4]
- Galanthus elwesii 'David Shakleton' [4]
- Galanthus elwesii 'G.F Handel' [4]
- Galanthus elwesii 'Jessica' [4]
- Galanthus elwesii var. elwesii 'Paradise Giant' [4]
- Galanthus elwesii var. elwesii 'Sickle' [4]
- Galanthus elwesii ‘Simply Glowing’ [4]
- Galanthus elwesii 'Spring Pearl' [4]
- Galanthus elwesii 'Zwanenburg' [4]

## Écologie

### Région d'origine et régions où la plante s'est naturalisée
Galanthus elwesii a été découverte au sommet des montagnes de Yamanlardagh au nord du golfe de Smyrne en Turquie  . Cette espèce est native de Grèce, Bulgarie, Ukraine, Ex-Yougoslavie et Turquie . Sa distribution actuelle est vaste, allant de l’Asie mineure aux Iles Egéennes, en passant par les montagnes des Balkans au nord-ouest de la Mer Noire . Les plus grandes populations sauvages se trouvent sur les zones calcaires des Monts Taurus, au sud de la Turquie . Sur un même site, elle peut s’étendre de quelques mètres carrés à une centaine d’hectares . G. elwesii a été introduite et s’est naturalisée aux Pays-Bas .

### Habitat
Cette plante se développe sur des substrats principalement siliceux, parfois calcaires ainsi que sur de la roche volcanique ou métamorphique. On la retrouve à des hauteurs allant de 800 à 1 700 m mais principalement au-dessus de 1 000 m. Elle est présente en pâturages subalpins humides et des prairies vallonnées . Elle grandit en milieu très ensoleillé à mi-ombragé et ses besoins en eau sont moyens. Elle vit en climat frais et peu résister au gel (-10 à -15 °C).

### Phytosociologie
Les populations de G. elwesii situées au nord-ouest et à l’ouest de son aire de distribution sont associées aux forêts de conifères et de maquis feuillus.

### Cycle de vie
Cette plante vivace fleurit à la fin de l’hiver, en février-mars, juste après la fonte des glaces . Elle se reproduit via des graines et des bulbes . Les plantes produites par des graines mettent une année supplémentaire à devenir des individus à fleurs. Elles ont une durée de vie de 2 à 5 ans . 

### Interactions avec d'autres organismes
La plante fournit du nectar aux invertébrés qui jouent un rôle dans la pollinisation de l’espèce . Les bourdons en sont les principaux pollinisateurs car ils sont actifs assez tôt dans l'année pour G.elwesii . Elle représente aussi une source de nourriture pour certaines espèces de fourmis qui se nourrissent de son élaïosome assurant ainsi la dispersion de ses graines . Elle sert également de micro-habitat pour des petits invertébrés et autres organismes. 

### Impact de l'homme sur les populations sauvages
L’homme a un impact négatif sur les populations sauvages en raison de la surexploitation à but décoratif ou des collections de bulbes pour l’export .

### Protection
G. elwesii est inclus dans l’Annexe II de la convention internationale du commerce des espèces menacées de la faune et la flore sauvage (CITES) depuis 1990,. Le statut de l’espèce est en état de détérioration en Serbie, Roumanie et Ukraine, en danger en Bulgarie, en danger critique en Moldavie.

## Propriétés

### Molécules et substances particulières
Galanthus elwesii contient une quantité importante de composés flavonoïdes et phénoliques principalement dans les feuilles, qui ont des propriétés antioxydantes. Cette activité anti-oxydante varie en fonction de l’organe de la plante et de la période de croissance . Elle contient aussi plusieurs métabolites secondaires, terpénoïdes et alcaloïdes importants d’un point de vue thérapeutique, comme la galanthamine et la lycorine . Les alcaloïdes sont également utilisés par la plante comme défense chimique contre les herbivores et les micro-organismes . On retrouve également des raphides d’oxalate de calcium dans les jeunes parties végétatives et les organes reproducteurs matures, à l’exception des anthères .

### Toxicité
Galanthus elwesii peut créer des démangeaisons quand la plante entre en contact avec la peau. L’ingestion peut également causer de légers maux d’estomac .

## Utilisation

### Usages médicaux
Par la présence de lycorine, Galanthus elwesii est une source prometteuse d’activité antivirale , antitumorale, anti-malaria, hépato-protectrice, antifongique, antiparasite, anti-inflammatoire et antibactérienne . De plus, en 2002, la galantamine, de la classe thérapeutique des acetylcholinesterases, a été approuvée comme médicament pour le traitement symptomatique de la maladie d’Alzheimer . Cette substance est mise en vente sous le nom de Réminyl (bromhydrate de galantamine).

## Agriculture et horticulture

### Méthode et culture
Galanthus elwesii est facile à cultiver dans des sols moyennement humides et bien drainés . Elle pousse bien dans des sols humides et riches en humus qui sont partiellement à l’ombre et qui ne se dessèchent pas l’été . La présence d’arbres à feuilles caduques, de zones boisées ouvertes et de lisières boisées est un atout car l’exposition au soleil est complète début printemps . Elle se développe aussi bien dans les rocailles de jardins, les façades, les arbustes fleuris et le long de sentiers . 
Il est conseillé de planter les bulbes en automne, à 7-8 cm de profondeur et à 7 à 10 cm les uns des autres et de les mélanger avec d’autres bulbes à floraison précoce . Dans des conditions optimales, comme cela a été le cas aux Pays-Bas , elle peut se naturaliser. La propagation peut se faire par graine, par semis ou par division quand le feuillage meurt . 

### Variétés cultivées
Galanthus elwesii est la deuxième perce-neige la plus répandue en culture après Galanthus nivalis.

### Ennemis
Galanthus elwesii n’a pas de problèmes majeurs d’insectes ou de maladies graves  mais elle peut être attaquée par la mouche des narcisses (qui s’attaque aux bulbes) ou les limaces, et être infectée par une moisissure grise .

## Aspects économiques

### Échanges
Galanthus elwesii est majoritairement exporté de Turquie pour les Pays-Bas où elle a été introduite pour le commerce horticole . 

### Réglementation
Les exportations sont autorisées sous réserve de la publication d’un quota annuel de bulbes par le comité technique du ministère de l’Agriculture et des Affaires rurales turque. De plus, CITES a placé Galanthus elwesii dans l’appendice II. Un quota annuel limite l’exportation à partir de la Turquie à 4.000.000 de bulbes produits artificiellement et 3.000.000 de bulbes prélevés à l’état sauvage . En Bulgarie, en Grèce, aux Pays-Bas, en Roumanie et en Ukraine, l’exportation n’est pas autorisée . 